# Utalentowany pan Ripley (powieść)
Utalentowany pan Ripley – thriller psychologiczny z 1955 r. autorstwa Patricii Highsmith. Główny bohater Tom Ripley powraca w czterech kolejnych jej powieściach. Książka była ekranizowana.

## Fabuła
Bohater powieści, Tom Ripley, jest młodym mężczyzną mieszkającym w Nowym Jorku, który stara się zarabiać na życie wszelkimi możliwymi sposobami, w tym serią drobnych oszustw podatkowych. Pewnego dnia przychodzi do niego właściciel stoczni Herbert Greenleaf z propozycją, aby udał się do Mongibello we Włoszech i namówił jego syna, Dickiego, do powrotu do domu w Stanach Zjednoczonych. Ripley zdobywa zaufanie Greenleafa  wyolbrzymiając swoją przyjaźń z Dickiem na studiach; następnie przyjmuje jego propozycję. Ripley znajduje Dickiego, nawiązuje z nim przyjaźń i powoli wchodzi w jego skórę, naśladując barwę głosu, wygląd i styl życia, o którym zawsze marzył.

## Cykl o Ripleyu
- The Talented Mr. Ripley (1955) – wyd. pol. Utalentowany pan Ripley, Noir sur Blanc 2004
- Ripley Under Ground (1970) – wyd. pol. Ripley pod ziemią, Noir sur Blanc 2005[2]
- Ripley’s Game (1974) – wyd. pol. Gra Ripleya, tłum. Michał Kłobukowski, Noir sur Blanc 2008[3]
- The Boy Who Followed Ripley (1980) – wyd. pol. Uczeń Ripleya, Noir sur Blanc 2010[4]
- Ripley Under Water (1991) – wyd. pol. Ripley pod wodą, Noir sur Blanc 2011[5]

## Ekranizacje
- W pełnym słońcu (1960) – Utalentowany pan Ripley
- Utalentowany pan Ripley (1999)
- Naan (2012) – Utalentowany pan Ripley
- Podstępny Ripley (2005) – Ripley pod ziemią
- Amerykański przyjaciel (1977) – Gra Ripleya
- Gra Ripleya  (2002)
- Ripley (serial)(inne języki)[6] (2024)